# 신동초등학교 (경기)
신동초등학교는 대한민국 경기도 의정부시에 있는 공립 초등학교이다.

## 학교 연혁
- 1999. 09. 01 신동초등학교 개교 (10학급인가)
- 2000. 03. 01 초대 강영조 교장 부임
- 2000. 03. 01 신동초등학교 병설 유치원 2학급 인가
- 2000. 03. 01 도지정 교실수업개선 자율시범학교 운영(2년)
- 2000. 03. 01 도서관정보화시범학교 운영(1년)
- 2000. 03. 01 도지정 교실수업개선 시범교육청 중심학교 운영(2년)
- 2002. 09. 01 제2대 김중광 교장 부임
- 2004. 09. 01 제3대 윤자섭 교장 부임
- 2004. 10. 08 신동초등학교 정문 신축
- 2005. 02. 10 느티나무 두리기터 신설(304석 규모)
- 2005. 02. 16 제5회 졸업생 135명 (총 450명)
- 2005. 03. 01 시교육청 효경교육 시범학교지정(2년)
- 2005. 06. 15 예절실 신설
- 2005. 06. 15 English Zone(영어 체험실) 신설
- 2006. 02. 16 제6회 졸업 145명(총 595명)
- 2006. 03. 01 29학급 편성
- 2006. 11. 08 효경교육시범학교 운영 공개보고회
- 2007. 02. 15 제7회 졸업 161명(총 756명)
- 2007. 03. 01 30학급 편성
- 2007. 07. 30 과학실 현대화 시설
- 2007. 08. 01 유치원 종일반 시설 개선
- 2007. 08. 24 제3대 윤자섭 교장 정년퇴임식
- 2007. 08. 27 책걸상 250조 교체
- 2007. 09. 01 제4대 김영환 교장 부임
- 2007. 09. 01 도서관 리모델링 공사
- 2008. 02. 15 제8회 졸업 197명(총 953명)
- 2008. 03. 01 31학급 편성
- 2009. 02. 12 제9회 졸업 179명(총 1132명)
- 2009. 03. 01 32학급 편성(특수학급 포함)
- 2010. 02. 12 제10회 졸업(총 1325명)
- 2010. 03. 01 32학급 편성(특수학급 포함)
- 2010. 10. 07 신동체육관 준공
- 2011. 01. 31 영어교실 리모델링 공사
- 2011. 02. 16 제11회 졸업(총 1503명)
- 2011. 08. 26 화장실 개선 사업
- 2012. 02. 16 제12회 졸업 169명 (총1672명)
- 2012. 03. 01 28학급 편성(특수학급 포함)
- 2013. 02. 08 제13회 졸업 177명 (총1849명)
- 2013. 02. 25 제4대 김영환 교장 정년퇴임식
- 2013. 03. 01 제5대 박주왕 교장 부임
- 2013. 03. 01 26학급 편성(특수학급 포함)
- 2014. 02. 13 제14회 졸업 142명(총1991명)
- 2014. 03. 01 26학급 편성(특수학급 포함)
- 2015. 02. 13 제15회 졸업 103명(총2094명)
- 2015. 03. 13 25학급 편성(특수학급 포함)

## 참고 자료
- 신동초등학교 - 한국교육학술정보원 학교알리미